# Herederos de Argüeso S.A.
Herederos de Argüeso S.A. es una bodega de Sanlúcar de Barrameda e integrada en la Denominación de Origen Manzanilla-Sanlúcar de Barrameda, la Denominación de Origen Jerez-Xérès-Sherry y la Denominación de Origen Vinage de Jerez, dedicada especialmente a la crianza de manzanilla. También produce toda la gama de vinos y vinagres de Jerez, así como vino de la Tierra de Cádiz y productos de calidad no amparados por indicaciones protegidas. En 2016, la bodega fue adquirida por Francisco Yuste propietario de las Bodegas Yuste.

## Historia
La Bodega "Herederos de Argüeso" fue fundada por León de Argüeso y Argüeso en 1822. León de Argüeso se había establecido en Sanlúcar unos años antes procedente de Arija (Burgos), inicialmente abrió un pequeño negocio de ultramarinos, denominado “Almacén del Reloj” en la calle Bolsa, que fue prosperando de forma progresiva. Para crear la empresa vinatera, León de Argüeso adquirió unas viejas soleras y la bodega “San José”, en el callejón de Santo Domingo, que fue la primera que tuvo el negocio y cuya antigüedad se estima en más de 250 años. 
Nunca perdió el contacto con su  pueblo natal, creando y manteniendo una escuela en Arija, entre otras benéficas acciones, por cuya labor social el Ministerio de la Gobernación le concedió la Gran Cruz de la Beneficencia.
El negocio se amplió a partir de 1.905, constituyéndose nuevas bodegas en torno al primitivo núcleo de la Bodega San José, abriendo todo el conjunto fachada principal hacia la calle Mar. Poco a poco se fueron agregando  una serie de nuevas edificaciones hasta completar el amplio conjunto actual, dónde se localiza la sede central y oficinas de la empresa.
Todo este conjunto bodeguero se sitúa en torno a las calles Mar, Bolsa, Callejón de Santo Domingo y Calle del Ángel, sobre lo que fue el antiguo convento y huertas de Santo Domingo, agrupados en unos veinte cañones de bodegas, que se extienden en casi dos manzanas sobre 13.500 metros cuadrados. Las bodegas pertenecen a distintas épocas y estilos, aunque la mayoría pertenecen al siglo XIX, siguiendo el estilo propio de la arquitectura vinatera de la época, además de la gran bodega “San Vidal”. Cabe destacar los espacios que se han  conservado del antiguo convento de Santo Domingo como son las naves “El Refectorio” y “La Sacristía”, recubiertas de espléndidos artesonados policromados del siglo XVI.

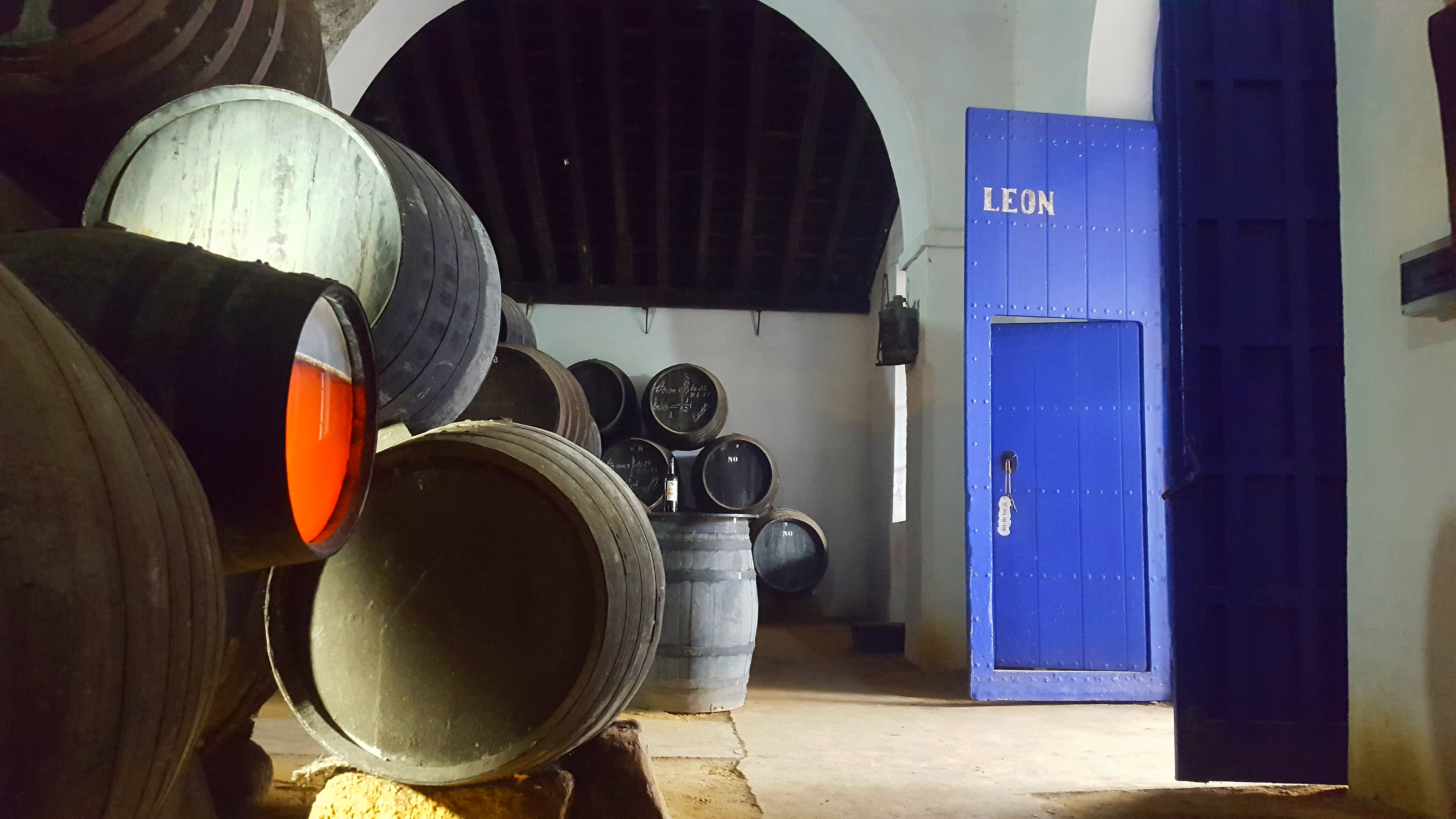
Interior de la Bodega de San León

Además del núcleo bodeguero de la calle Mar, Herederos de Argüeso posee la Bodega “San Lucas” (10.000 metros cuadrados), en la carretera de Chipiona, que fue adquirida en 1992.
En el año 2016 el empresario y bodeguero sanluqueño Francisco Yuste, compró Herederos de Argüeso, S.A. con la intención de que sus manzanillas vuelvan a ser las más reconocidas a nivel internacional. En 2017 Manzanilla San León fue merecedora del máximo galardón en la International Wine Challenge de Londres, Manzanilla Trophy a la mejor manzanilla del mundo.

## Productos
- Manzanilla:
  - Manzanilla Argüeso.
  - Manzanilla Las Medallas.
  - Manzanilla La "E".

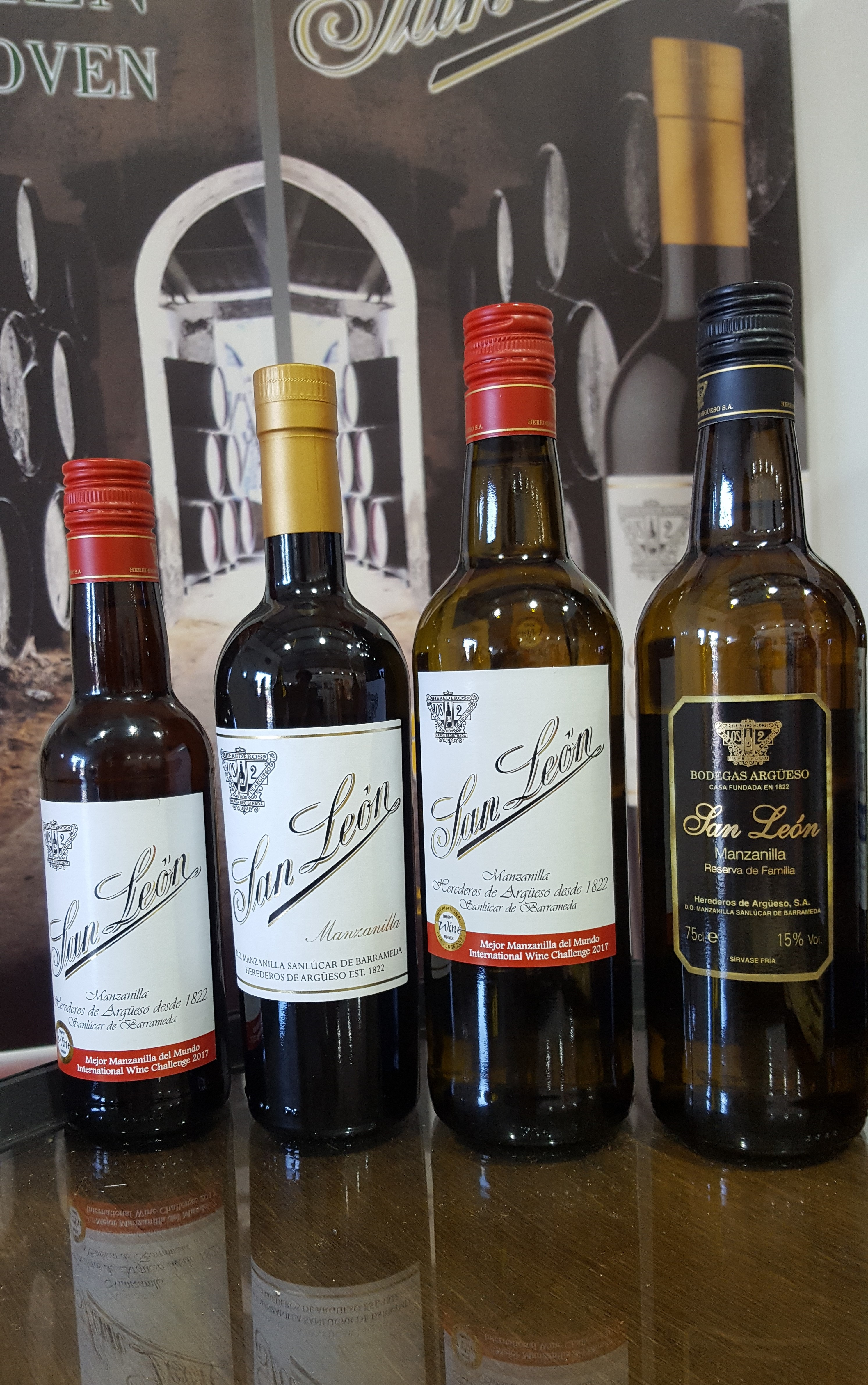
Gama de la Manzanilla San León

  - Manzanilla San León, mejor manzanilla del mundo en la International Wine Challenge de Londres 2017.
  - Manzanilla San León Reserva de Familia.
- Amontillado Argüeso.
- Oloroso Argüeso.
- Cream Argüeso.
- Moscatel Argüeso.
- Pedro Ximénez Argüeso.
- Amontillado 1822, procedente de las soleras fundacionales.
- Vino blanco de la Tierra de Cádiz Castillo de Argüeso.
- Vino blanco Viña del Carmen, primero elaborado en Andalucía mediante desalcoholización parcial, con solo 7% Vol Alcohol.